# Elytrophorus spicatus
Elytrophorus spicatus là một loài thực vật có hoa trong họ Hòa thảo. Loài này được (Willd.) A.Camus mô tả khoa học đầu tiên năm 1923.